# 刘虹
刘虹（1987年5月12日—），出生于江西省吉安市安福县，中国女子竞走运动员。她是中国田径史上继王军霞、刘翔之后第三位集奥运会冠军、世锦赛冠军、世界纪录保持者于一身的大满贯运动员，是奥运会历史上首位在女子20公里竞走项目中连续三届比赛都收获奖牌且集齐金银铜三色奥运奖牌的运动员，也是第一位在世锦赛女子20公里竞走项目上获得四届冠军且蝉联三届金牌的运动员。

## 简历
2002年被竞走教练孙荔安看中加入深圳市体工队，2005年11月入选国家队。曾在2006年世界青年田径锦标赛的1000米竞走中获得第一名，在多哈亚运会和广州亚运会的连续两届亚运会的20公里竞走比赛中均获得冠军。2008年北京奥运会的20公里竞走比赛中，刘虹获得第四名。2009年世界田径锦标赛获得20公里竞走的铜牌。2011年世界田径锦标赛获得20公里竞走的银牌。2012年夏季奧林匹克運動會田徑女子20公里競走比賽中原本获得第四名，由于当时获得亚军的俄罗斯选手奥莉加·卡尼斯金娜2016年3月因查处服用违禁药物被剥夺银牌，刘虹最初递补获得铜牌；2022年另一名俄罗斯选手叶连娜·拉什马诺娃因禁药原因被剥夺金牌后，刘虹再次递补获得银牌，相关递补颁奖仪式于2023年10月4日在杭州举行。2015年6月7日，在竞走挑战赛西班牙拉科鲁尼亚站女子20公里竞走比赛中以1小时24分38秒打破世界纪录。8月28日她在2015年世界田径锦标赛上以1小时27分45秒的成绩夺得女子20公里竞走冠军，这是中国选手在本届世锦赛上收获的首枚金牌。
2016年8月19日，刘虹以1小时28分35秒夺得里约奥运会女子20公里竞走金牌，成为中国田径史上继王军霞、刘翔之后第三位大满贯运动员。
2019年3月9日，刘虹在安徽黄山进行的2019年全国竞走大奖赛第一站暨多哈田径世锦赛50公里竞走全国选拔赛中以3小时59分15秒的成绩夺冠、并打破世界纪录，成为该项目首位走进4小时大关的女运动员。
2021年8月6日，她在2020年夏季奥运会女子20公里竞走比赛中以1小时29分57秒获得铜牌。她也成为该项目历史上首位连续三届奥运会都收获奖牌的运动员。

## 外部連結
- 刘虹在国际奥林匹克委员会的资料
- 刘虹在的頁面
- 运动员资料-刘虹